# Le Roi Soleil (film)
Cet article concerne le film. Pour la comédie musicale, voir Le Roi Soleil. Pour le monarque, voir Louis XIV.
Pour plus de détails, voir Fiche technique et Distribution.
Le Roi Soleil est un film policier français réalisé par Vincent Maël Cardona et sorti en 2025.
Mettant en vedette Pio Marmaï, Lucie Zhang, Sofiane, Maria de Medeiros et Panayotis Pascot, cette intrigue policière se déroule dans un bar délabré de la banlieue parisienne. Le film est présenté en avant-première au Festival international du film de Cannes en mai 2025 et sa sortie dans les salles françaises est prévue pour fin août 2025.

## Synopsis
Dans le bar-pmu « Le Roi Soleil », les deux policiers Livio et Reda prennent leur verre de fin de journée et rencontrent un habitué, Monsieur Kantz. Celui-ci compare ses numéros de loto avec ceux du tirage actuel. C'est alors que Kantz se rend compte qu'il vient de gagner plus de 294 millions d'euros. Le vieil homme n'en croit pas ses yeux et part encaisser son gain, mais il oublie le billet de loterie dans le bar. Monsieur Kantz revient dans le bar pour son ticket et se prend une balle perdue.

## Fiche technique
- Titre original : Le Roi Soleil
- Réalisation : Vincent Maël Cardona
- Scénario : Vincent Maël Cardona, Olivier Demangel
- Photographie : Brice Pancot
- Montage : Flora Volpelière
- Musique : Delphine Malaussena
- Production : Toufik Ayadi, Christophe Barral
- Sociétés de production : Easy Tiger, Srab Films, Studiocanal
- Société de distribution : Studiocanal
- Budget : environ 5 millions d’euros
- Pays de production :  France
- Langue originale : français
- Format : couleur — 2,39:1
- Genre : film policier
- Durée : 115 minutes
- Dates de sortie :
  - France : 17 mai 2025 (Festival de Cannes) ; 27 août 2025 (sortie nationale) Date sujette à modification

## Distribution
- Pio Marmaï : Livio
- Lucie Zhang : Esmé
- Sofiane Zermani : Reda
- Maria de Medeiros : Picon-Lafayette
- Panayotis Pascot : Abel
- Joseph Olivennes : Erwan
- Némo Schiffman : Comar
- Xianzeng Pan : Nico
- Claude Aufaure : Monsieur Kantz

## Production
Il est réalisé par Vincent Maël Cardona, qui a également co-écrit le scénario avec le romancier Olivier Demangel. Le Roi Soleil est le deuxième long métrage de Cardona après Les Magnétiques. Demangel a récemment travaillé sur des films comme Novembre de Cédric Jimenez et Tirailleurs de Mathieu Vadepied. Flora Volpelière, monteuse, a travaillé par le passé avec des réalisateurs comme Ladj Ly pour Les Misérables et Dario Argento pour Lunettes noires. Elle avait également assuré le montage du premier long métrage de Cardona, Les Magnétiques. Le réalisateur, Demangel et Volpelière ont conçu la narration en différé. Ainsi, le film montre toujours les mêmes scènes, mais sous une perspective différente et, de plus, avec un scénario alternatif au déroulement légèrement différent.
Le titre du film fait non seulement référence au bar « Le Roi Soleil », où se déroule la majeure partie de l'action, mais il est également mentionné dans l'épilogue que l'idée de la loterie est née au XVIIIe siècle sous le règne du « Roi Soleil » Louis XIV. Cependant, le montage a été modifié pour la sortie nationale, l'épilogue devient prologue, la séquence a été placé en introduction du long-métrage.

### Attribution des rôles
Pio Marmaï et Sofiane Zermani incarnent les deux policiers Livio et Reda. Xianzeng Pan joue le tenancier Nico et Lucie Zhang la serveuse Esmé, une étudiante en philosophie qui y travaille au noir pour financer ses études. Panayotis Pascot interprète le secouriste Abel et Némo Schiffman un toxicomane nommé Comar qui fréquente le bar,. On retrouve Claude Aufaure dans le rôle de Monsieur Kantz, un habitué qui y laisse son billet de loterie, et Joseph Olivennes dans le rôle du courtier Erwan.
Sofiane Zermani a obtenu le rôle grâce à ses réseaux sociaux. Tandis que Xianzeng Pan est un vrai tenancier de bar qui a été repéré par le réalisateur lui-même à Paris.
Le réalisateur avait également déjà collaboré avec le chef opérateur Brice Pancot pour Les Magnétiques. Ils s'étaient rencontrés lors de leurs études à La Fémis. Les premières prises de vue pour Le Roi Soleil sont réalisées au château de Versailles.
La musique du film est composée par Delphine Malaussena, qui a récemment travaillé sur le film grec Selini, 66 erotiseis (en) (Σελήνη, 66 ερωτήσεις) de Jacqueline Lentzou (de), le film français Chien de la casse de Jean-Baptiste Durand ou le film norvégien Mon parfait inconnu (no) (Min fantastiske fremmede) de Johanna Pyykkö (no).

## Exploitation
L'avant-première du film a eu lieu le 17 mai 2025 au Festival de Cannes dans le cadre des Séances de minuit. Le Roi Soleil sort sur les écrans français le 27 août 2025.

### Accueil critique
Dans sa critique pour outnow.ch, Simon Eberhard écrit que le film de Vincent Maël Cardona, qui se déroule à quelques exceptions près au même endroit, associe des éléments de suspense agrémentée de quelques bonnes réparties et y ajoute même un petit cours d'histoire. Le Roi Soleil est assez divertissant, même si l'histoire s'affaiblit vers la fin. Avec son concept de lieu unique, le film rappelle El bar, dans lequel les clients cherchent également un moyen de quitter le bar.

## Distinctions

### Sélections
- Festival de Cannes 2025 : sélection à la Séance de minuit